# Fuga de Alcatraz de junio de 1962
La fuga de Alcatraz se refiere al único escape realizado de la Prisión de Alcatraz y a uno de los más complejos de la historia penitenciaria de los Estados Unidos. El 11 de junio de 1962, los reclusos que formaron parte de la fuga fueron Frank Morris, John Anglin, Clarence Anglin y Allen West, aunque este último tardó demasiado en salir de su celda y no consiguió escapar.
La idea fue de Frank Morris; este ya estaba ideando su escape cuando fue asignado a Alcatraz, pero no fue hasta que observó con más detalle las rejillas de su bloque que comenzó a intentarlo. El FBI y los funcionarios locales encargados de hacer cumplir la ley siguieron cientos de pistas en los años siguientes, pero nunca ha surgido ninguna evidencia concluyente que favorezca el éxito o el fracaso del intento. Las autoridades, los periodistas, los familiares y los aficionados entusiastas han propuesto numerosas teorías de plausibilidad muy variable. En 1979, el FBI concluyó oficialmente, sobre la base de pruebas circunstanciales y una preponderancia de opiniones de expertos, que los hombres se ahogaron en las gélidas aguas de la bahía de San Francisco antes de llegar a tierra firme. Sin embargo, el expediente del Cuerpo de Alguaciles de Estados Unidos permanece abierto y activo, y Morris y los hermanos Anglin permanecen en su lista de buscados.

## El escape

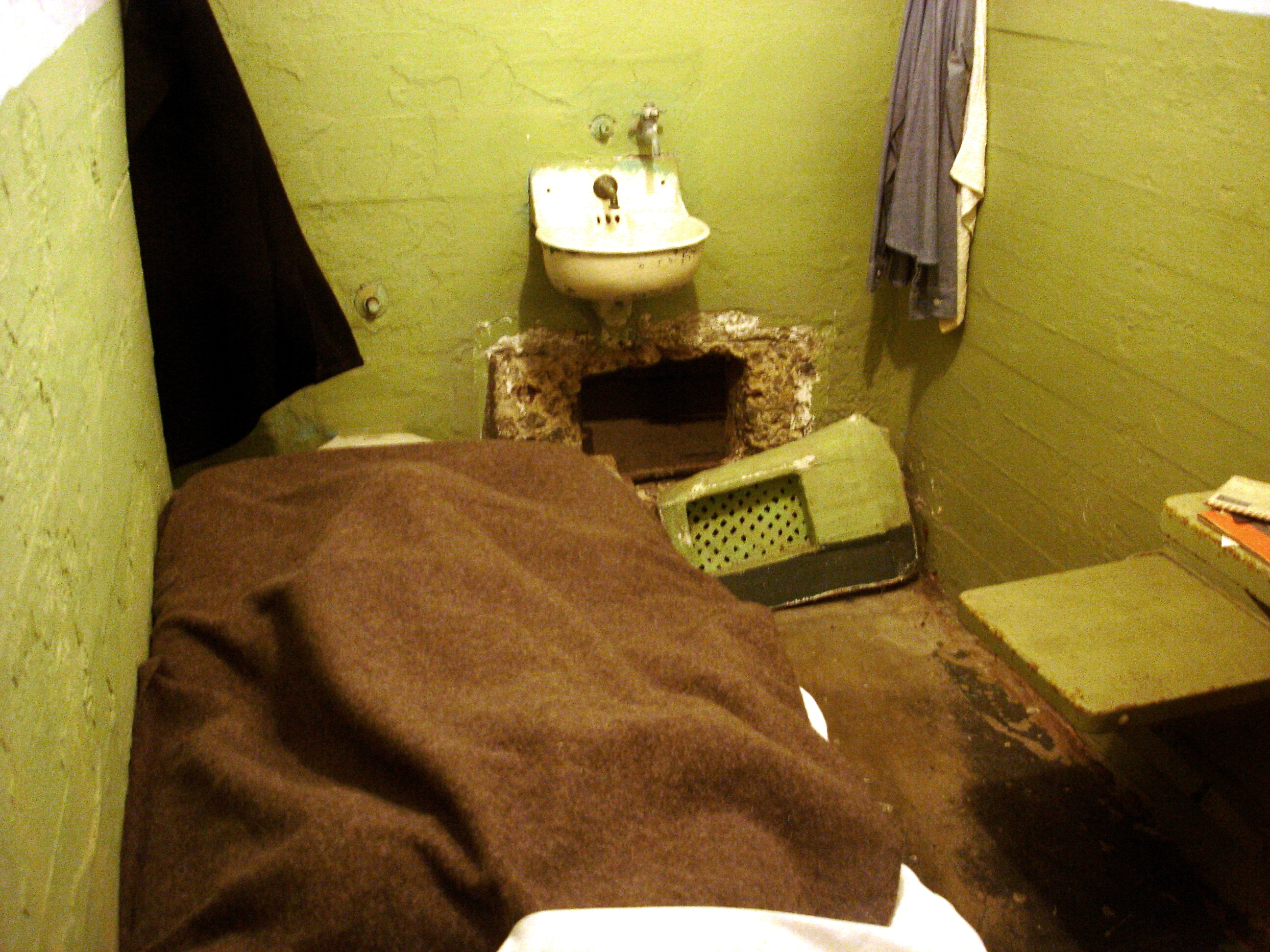
Celda de uno de los reos prófugos.

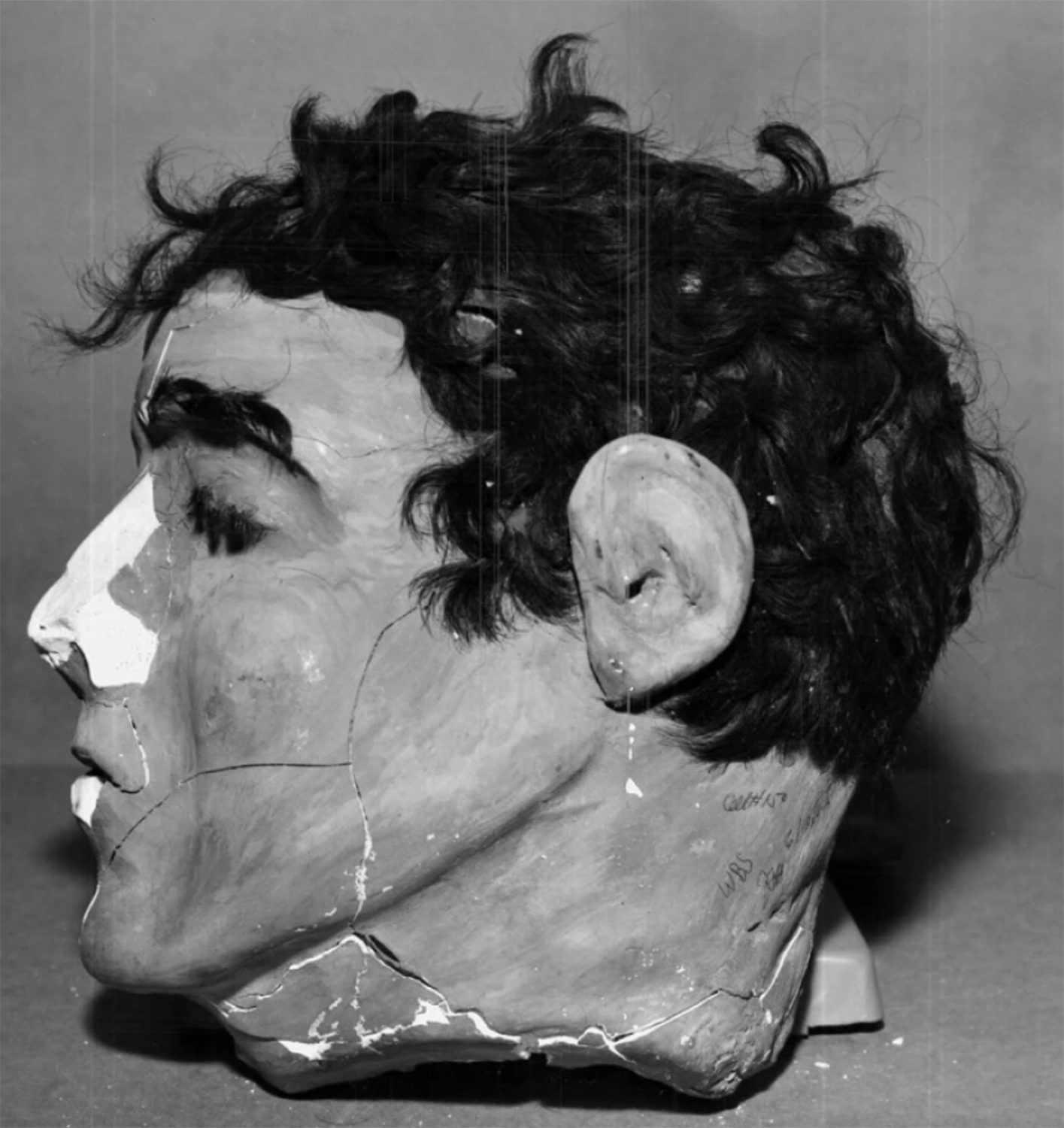
Cabeza falsa encontrada en la celda de Morris. La nariz se rompió cuando la cabeza se cayó de la cama y golpeó el suelo después de que un guardia atravesó los barrotes y la empujó.

Los cuatro reclusos se conocían de encarcelamientos anteriores en Florida y Georgia. Cuando se les asignaron celdas adyacentes en diciembre de 1961, comenzaron a formular un plan de escape bajo el liderazgo de Morris. Durante los siguientes seis meses, ampliaron los conductos de ventilación debajo de sus lavabos utilizando hojas de sierra desechadas que se encuentran en los terrenos de la prisión, cucharas de metal del comedor y un taladro eléctrico improvisado con el motor de una aspiradora. Los hombres ocultaron su trabajo con cartón pintado y taparon el ruido con el acordeón de Morris, además del estruendo ambiental de la hora de la música.
Una vez que los agujeros fueron lo suficientemente anchos para pasar, los hombres accedieron al pasillo de servicios públicos sin vigilancia, directamente detrás del nivel de sus celdas, y subieron al nivel superior vacío del bloque de celdas, donde establecieron un taller clandestino. Aquí, utilizando más de cincuenta impermeables entre otros materiales robados y donados, construyeron salvavidas, basados en un diseño que uno de ellos encontró en Popular Mechanics. También hicieron una balsa de goma de 2 por 4 metros, las costuras cuidadosamente cosidas a mano y selladas con calor de las tuberías de vapor cercanas. Las paletas se improvisaron con madera de desecho y tornillos. Finalmente, treparon por un conducto de ventilación hasta el techo y quitaron los remaches que sujetaban un gran ventilador en su lugar.
Los hombres ocultaron su ausencia mientras trabajaban fuera de sus celdas, y después de la fuga en sí, esculpiendo cabezas con una mezcla casera de jabón, pasta de dientes, polvo de cemento y papel higiénico, parecida al papel maché, y dándoles una apariencia realista con pintura del taller de mantenimiento y cabello del suelo de la barbería. Con toallas y ropa amontonadas debajo de las mantas en sus literas y los muñecos colocados sobre las almohadas, parecían estar durmiendo.
En la noche del 11 de junio de 1962, con todos los preparativos en su lugar, los hombres iniciaron su plan. West descubrió que el cemento que se había usado para reforzar el hormigón desmoronado alrededor del respiradero se había endurecido, estrechando la abertura y fijando la rejilla en su lugar. Para cuando logró quitar la rejilla y volver a ensanchar el agujero, los demás se habían ido sin él. Regresó a su celda y se fue a dormir.
Desde el pasillo de servicio, Morris y los Anglin subieron por el conducto de ventilación hasta el techo. Los guardias escucharon un fuerte estruendo cuando salieron del pozo, pero no se escuchó nada más y no se investigó la fuente del ruido. Llevando su equipo con ellos, descendieron 50 pies (15 m) hasta el suelo deslizándose por un tubo de ventilación de la cocina, y luego treparon dos cercas perimetrales de alambre de púas de 12 pies (3,7 m). En la costa noreste, cerca de la planta de energía, un punto ciego en la red de reflectores y torres de armas de la prisión, inflaron su balsa con una concertina robada a otro recluso y modificada para que sirviera de fuelle. En algún momento después de las 10 de la noche, estimaron los investigadores, abordaron la balsa, la echaron y partieron hacia su objetivo, la Isla de los Ángeles, a dos millas (1.6 km) al norte.

## La investigación

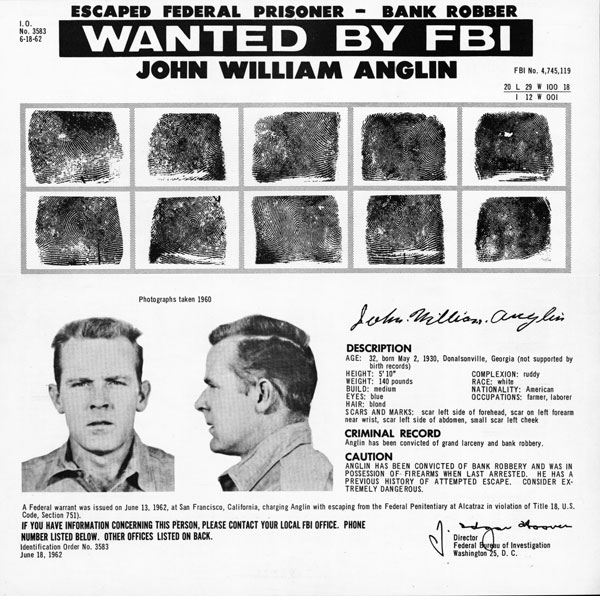
Póster de búsqueda y captura de John Anglin.

La fuga no se descubrió hasta la mañana del 12 de junio debido a la exitosa artimaña de las cabezas falsas. Varias agencias militares y policiales llevaron a cabo una extensa búsqueda aérea, marítima y terrestre durante los 10 días siguientes. El 14 de junio, un guardacostas recogió un remo que flotaba a unos 180 metros de la costa sur de la Isla de los Ángeles. El mismo día y en la misma ubicación general, los trabajadores de otro barco encontraron una billetera envuelta en plástico con nombres, direcciones y fotos de los amigos y familiares de los Anglin. El 21 de junio, se encontraron jirones de material impermeable, que se cree eran restos de la balsa, en una playa no lejos del puente Golden Gate. Al día siguiente, un barco de la prisión recogió un chaleco salvavidas desinflado hecho del mismo material, a 46 metros de la isla de Alcatraz. Según el informe final del FBI, no se encontró ninguna otra evidencia física.
Los agentes del FBI supusieron desde el principio que los hombres se habían ahogado. Citaron el hecho de que "los efectos personales de los individuos eran las únicas pertenencias que tenían y los hombres se habrían ahogado antes de dejarlos". Sin embargo, no se encontraron restos humanos en ese momento.
El 17 de julio, un mes después de la fuga, un barco noruego, el SS Norefjell, vio un cuerpo flotando en el océano a 28 kilómetros del puente Golden Gate. El barco no recuperó el cuerpo y no informó del avistamiento hasta octubre. El forense del condado de San Francisco, Henry Turkel, arrojó dudas sobre la especulación de que podría haber sido uno de los fugitivos, enfatizando la improbabilidad de que un cuerpo todavía estuviera flotando en la superficie del océano después de más de un mes; en cambio, Turkel propuso que el cadáver podría haber sido el de Cecil Phillip Herrman, un panadero desempleado de 34 años que había saltado del puente Golden Gate cinco días antes. Varios forenses de condados vecinos criticaron la opinión de Turkel, afirmando que era posible que los restos pertenecieran a uno de los fugitivos.
Los investigadores del FBI anunciaron su posición oficial de que, si bien teóricamente era posible que los hombres hubieran llegado a la Isla de los Ángeles, las probabilidades de que hubieran sobrevivido a las turbulentas corrientes y las gélidas aguas de la bahía eran insignificantes. Según el informe final del FBI, West dijo que habían planeado robar ropa y un automóvil al llegar a tierra, pero no se informó de tales robos en el área inmediata.

## Consecuencias
West fue el único conspirador que no participó en la fuga real. Colaboró plenamente con la investigación y, por lo tanto, no se le acusó de su papel.
West fue trasladado a McNeil Island, estado de Washington, cuando Alcatraz fue cerrada en 1963, y más tarde, de regreso a la Penitenciaría de Atlanta. Después de cumplir su sentencia, seguida de dos sentencias adicionales en Georgia y Florida, fue liberado en 1967, solo para ser arrestado nuevamente en Florida al año siguiente por cargos de hurto mayor. En la prisión estatal de Florida, apuñaló fatalmente a otro recluso en octubre de 1972, en lo que pudo haber sido un incidente por motivos raciales. Cumplía varias condenas, incluida la de cadena perpetua tras la condena por asesinato, cuando murió de peritonitis aguda en 1978.
El 16 de diciembre de 1962, el preso de Alcatraz John Paul Scott hizo alas acuáticas con guantes de goma inflados y nadó con éxito una distancia de 2,7 millas náuticas (5,0 km; 3,1 millas) desde Alcatraz hasta Fort Point, en el extremo sur del puente Golden Gate. Allí fue encontrado por adolescentes, con hipotermia y agotamiento. Tras recuperarse en el Letterman Army Hospital, fue devuelto inmediatamente a Alcatraz. El de Scott es el único caso documentado de un recluso de Alcatraz que llegara a la orilla nadando. Hoy en día, una multitud de atletas nadan en la misma ruta de Alcatraz a Fort Point como parte de dos eventos anuales de triatlón.
Debido a que Alcatraz costaba más para operar que otras prisiones (casi 10 dólares por preso por día, en comparación a los 3 dólares por preso por día de la prisión de Atlanta), y debido a que 50 años de saturación de agua salada habían erosionado severamente los edificios, el fiscal general Robert F. Kennedy ordenó su cierre el 21 de marzo de 1963.
El FBI cerró su expediente sobre el caso el 31 de diciembre de 1979, luego de una investigación de 17 años. La conclusión oficial fue que los prisioneros probablemente se ahogaron en las frías aguas de la bahía mientras intentaban llegar a la Isla de los Ángeles. Citaron los restos encontrados de la balsa, así como los efectos personales de los hombres como evidencia de que la balsa se rompió y se hundió en algún momento y los tres presos sucumbieron a la hipotermia, siendo sus cuerpos arrastrados mar adentro por las rápidas corrientes de la bahía de San Francisco.
El FBI entregó sus pruebas al Servicio de Alguaciles de Estados Unidos, cuya investigación permanece abierta. Como dijo el alguacil adjunto de los Estados Unidos, Michael Dyke, a NPR: "Hay una orden judicial activa y el Servicio de Alguaciles no deja de buscar personas". En 2009, Dyke dijo que todavía estaba recibiendo pistas de forma regular. La orden expirará en 2030, cuando los tres hombres desaparecidos tendrían al menos 100 años.

## Avistamientos reportados
En enero de 1965, el FBI investigó un rumor de que Clarence Anglin vivía en Brasil. Se enviaron agentes a América del Sur, pero no se encontraron pruebas directas de su presencia.
Un hombre llamó al FBI en 1967 afirmando haber sido compañero de clase de Morris y haberlo conocido durante 30 años. Dijo que se había encontrado con él en Maryland y lo describió con "barba y bigote pequeños", pero se negó a dar más detalles.
Los familiares de los hermanos Anglin recibieron ocasionalmente postales y mensajes a lo largo de los años. La mayoría estaban sin firmar; uno estaba firmado "Jerry" y otro "Jerry y Joe". La familia también encontró una tarjeta de Navidad, supuestamente recibida en el buzón familiar en 1962, que decía: "Para mamá, de John. Feliz Navidad". Otro de los 11 hermanos de los Anglin, Robert, también dijo que a veces el teléfono sonaba y todo lo que se podía escuchar era a alguien respirando en el otro extremo; Robert dijo: "Supongo que todo eso podrían haber sido bromas, pero tal vez fueron mis hermanos". La madre de los hermanos Anglin recibió flores de forma anónima cada Día de la Madre hasta su muerte en 1973, y dos mujeres "muy altas e inusuales" se informa que asistieron a su funeral con mucho maquillaje. Los funcionarios federales dicen que a mediados y finales de la década de 1960 y en la década de 1970 se informaron "seis o siete" avistamientos de los hermanos Anglin, todos en el norte de Florida o Georgia. Robert dijo que en 1989, cuando murió el padre de los hermanos Anglin, dos desconocidos con barba se presentaron en la funeraria. Según Robert: "Se pararon frente al ataúd mirando el cuerpo durante unos minutos — ellos  ... lloraron — luego, salieron".
En 1989, una mujer que se identificó solo como "Cathy" llamó a la línea de información de Unsolved Mysteries para informar que una foto de Clarence Anglin coincidía con la descripción de un hombre que vivía en una granja cerca de Marianna, Florida. Otra mujer también reconoció una foto de Clarence Anglin y dijo que vivía cerca de Marianna. Identificó correctamente el color de ojos, la altura y otras características físicas. Otro testigo afirmó que un boceto de Frank Morris tenía un parecido sorprendente con un hombre que había visto en la misma zona.

## Afirmaciones y noticias
Un día después de la fuga, un hombre que decía ser John Anglin llamó a una abogada, Eugenia MacGowan, en San Francisco para concertar una reunión con la oficina de Alguaciles de Estados Unidos. Cuando MacGowan se negó, la persona que llamó terminó la llamada telefónica.
Robert Checchi, un oficial de policía de San Francisco, dijo que a la 1:00 a. m. del 12 de junio vio un bote "ilegal" en la bahía cerca de Alcatraz. Unos minutos más tarde, el bote partió y se dirigió por debajo del puente Golden Gate. Esto llevó a la especulación de que los prisioneros podrían haber sido ayudados por personas externas para que los recogieran. El FBI desestimó el relato de Checchi sin más.
En 1993, un ex recluso de Alcatraz llamado Thomas Kent dijo al programa de televisión America's Most Wanted que había ayudado a planificar la fuga y afirmó haber proporcionado "nuevas pistas importantes" a los investigadores. Dijo que la novia de Clarence Anglin había accedido a encontrarse con los hombres en la costa y llevarlos a México. Se negó a participar en la fuga real, dijo, porque no sabía nadar. Los funcionarios se mostraron escépticos con respecto a la versión de Kent, porque le habían pagado 2.000 dólares por la entrevista.
Un hombre llamado John Leroy Kelly dictó una confesión extendida en el lecho de muerte a su enfermera en 1993. Kelly afirmó que él y un socio recogieron a Morris y los Anglin en un bote y los transportaron al área de Seattle, Washington. Más tarde, con el pretexto de transportarlos a Canadá, Kelly y su socio asesinaron a los fugitivos para obtener los $ 40,000 dólares que sus familias habían recaudado para ellos. En un lugar de Seattle donde Kelly afirmó que los tres fugitivos fueron enterrados no se encontraron restos humanos.
Un episodio de MythBusters de 2003 probó la viabilidad de un escape de la isla a bordo de una balsa construida con los mismos materiales y herramientas disponibles para los presos, y concluyó que era "posible".
Un documental de 2011 en el National Geographic titulado Vanished from Alcatraz informó que, contrariamente al informe oficial del FBI, se descubrió una balsa en la isla de los Ángeles el 12 de junio de 1962, el día después de la fuga, con huellas que se alejaban de ella. Además, un Chevrolet azul de 1955 (matrícula de California KPB076) fue denunciado como robado en el condado de Marin el mismo día, una afirmación corroborada por historias contemporáneas en el Humboldt Times y The San Francisco Examiner. Al día siguiente, un automovilista en Stockton, California, a 130 km al este de San Francisco, informó a la Patrulla de Caminos de California que tres hombres en un Chevrolet azul lo habían obligado a salir de la carretera.
El mismo año, un hombre de 89 años llamado Bud Morris, quien afirmó ser primo de Frank Morris, dijo que en "ocho o nueve" ocasiones antes de la fuga entregó sobres de dinero a los guardias de Alcatraz, presumiblemente como sobornos. Además, afirmó haberse encontrado cara a cara con su primo en un parque de San Diego poco después de la fuga. Su hija, que tenía "ocho o nueve" años en ese momento, dijo que estuvo presente en la reunión con "el amigo de papá, Frank", pero "no tenía idea [sobre la fuga]".
Un estudio de 2014 de las corrientes oceánicas realizado por científicos de la Universidad Técnica de Delft concluyó que si los prisioneros abandonaron Alcatraz a las 11:30 p. m. del 11 de junio, podrían haber llegado a Horseshoe Bay, justo al norte del puente Golden Gate, y que cualquier escombro habría flotado en dirección a Angel Island, en consonancia con el lugar donde se encontraron realmente el remo y las pertenencias. Si partían antes o después de ese tiempo, dijeron, las mareas y las corrientes eran tales que sus posibilidades de supervivencia eran escasas.
Un documental de 2015 de History Channel titulado Alcatraz: Search for the Truth presentó más evidencia circunstancial recopilada a lo largo de los años por la familia Anglin. Kenneth y David Widner exhibieron tarjetas de Navidad que contenían la letra de los Anglin, y supuestamente recibidas por miembros de la familia durante tres años después de la fuga. Si bien se verificó que la letra era de los Anglin, ninguno de los sobres contenía un sello postal, por lo que los expertos no pudieron determinar cuándo se habían entregado. La familia citó también una historia de un amigo de la familia, Fred Brizzi, quien creció con los hermanos y afirmó haberlos reconocido en Río de Janeiro en 1975. Presentaron fotografías supuestamente tomadas por Brizzi, incluida una de dos hombres, que según Brizzi eran John y Clarence Anglin, de pie junto a un gran montículo de termitas. Otras fotos mostraban una granja brasileña que, según Brizzi, era propiedad de los hombres. Los expertos forenses que trabajaban con la familia confirmaron que las fotos fueron tomadas en 1975 y afirmaron que los dos hombres eran "más que probables" los Anglin, aunque la edad y el estado de la foto, y el hecho de que ambos hombres llevaban gafas de sol, dificultaban esfuerzos para llegar a una determinación definitiva. Brizzi también presentó una teoría de escape alternativa: en lugar de usar la balsa para cruzar la bahía, dijo, remaron alrededor de la isla hasta el muelle de botes, donde conectaron un cable eléctrico, que se informó que había desaparecido del muelle la noche del naufragio, para escapar al timón de un ferry de la prisión que partió de la isla poco después de la medianoche y fue remolcado hacia el continente.
Art Roderick, un alguacil adjunto retirado, dijo que esa era "una linda historia que no es cierta" y que las fotografías podrían ser una treta destinada a desviar la investigación del paradero real de los Anglin. Michael Dyke, el último alguacil adjunto asignado al caso, dijo que Brizzi era "un contrabandista de drogas y un estafador" y sospechaba de su versión. La viuda de Brizzi dijo que nunca lo escuchó mencionar haber visto a los hermanos Anglin en Río de Janeiro, y que él era “un estafador” que era propenso a inventar historias. Un experto que trabajaba para el Servicio de Alguaciles de Estados Unidos no creía que la fotografía fuera legítima. En enero de 2020, una agencia creativa irlandesa y especialistas en IA de Identv utilizaron técnicas de reconocimiento facial para concluir que los hombres de la foto eran John y Clarence Anglin.
Según los informes, Robert Anglin les dijo a los miembros de la familia antes de su muerte en 2010 que había estado en contacto con John y Clarence desde 1963 hasta aproximadamente 1987. Los miembros de la familia sobrevivientes, quienes dijeron que no habían oído nada desde que Robert perdió el contacto con los hermanos en 1987, anunciaron planes para viajar a Brasil para realizar una búsqueda personal; pero Roderick advirtió que podrían ser arrestados por las autoridades brasileñas porque la fuga de Alcatraz sigue siendo un caso abierto de Interpol.
En 2018, el FBI confirmó la existencia de una carta, supuestamente escrita por John Anglin y recibida por el Departamento de Policía de San Francisco en 2013. El autor de la carta afirmaba que Frank Morris había muerto en 2008 y que había sido enterrado en Alexandria (Virginia), con un nombre diferente, y también agregaba que Clarence Anglin había muerto en 2011. Su propósito al escribir la carta, dijo, era negociar su rendición a cambio de tratamiento médico para su cáncer. La autenticidad de la carta se consideró no concluyente.
En un episodio de 2019 de la serie Mission Declassified, el periodista de investigación Christof Putzel corroboró gran parte de la información publicada por el FBI y otras fuentes, incluida la balsa encontrada en Angel Island. Citó varios informes que mencionaban un Chevrolet azul, de la misma descripción que el robado después de la fuga, avistado en Oklahoma, Indiana, Ohio y Carolina del Sur, donde tres meses después de la fuga tres hombres que coincidían con la descripción de los fugitivos intentaron adquirir una residencia en un bosque.

## En la cultura popular
El libro de J. Campbell Bruce de 1963 Escape from Alcatraz documenta la fuga de 1962, junto con otros intentos de fuga durante los 29 años que la isla de Alcatraz sirvió como prisión.
La película Escape from Alcatraz (1979) está protagonizada por Clint Eastwood, Fred Ward y Jack Thibeau como Frank Morris, John Anglin y Clarence Anglin, respectivamente. West (ficcionalizado como un personaje llamado Charley Butts) fue interpretado por Larry Hankin.
El escape se mostró en una película para televisión de dos partes de 1980, Alcatraz: The Whole Shocking Story, protagonizada por Ed Lauter como Morris y Louis Giambalvo y Antony Ponzini como los hermanos Anglin.
Terror en Alcatraz (1987) está protagonizada por Aldo Ray como Morris, quien regresa décadas más tarde a la escena de su fuga de Alcatraz y recorre su antigua celda de la prisión en busca de un mapa de la llave de una caja de seguridad.

## Intentos de fuga anteriores
De los 36 reclusos que protagonizaron 14 intentos de fuga durante los 29 años que Alcatraz sirvió como penitenciaría federal, 23 fueron recapturados, seis fueron asesinados a tiros, dos ahogados y cinco (Morris, los hermanos Anglin, Theodore Cole y Ralph Roe) figuran como "desaparecidos y presuntamente ahogados".